# Maiko Nasu
Maiko Nasu (那須 麻衣子 Nasu Maiko?), född 31 juli 1984, är en japansk tidigare fotbollsspelare.
Maiko Nasu spelade 3 landskamper för det japanska landslaget.